# Laird Cregar
Samuel Laird Cregar (* 28. Juli 1913 in Philadelphia; † 9. Dezember 1944 in Los Angeles) war ein US-amerikanischer Filmschauspieler. Er galt als großes Schauspieltalent seiner Zeit. Sein früher Tod beendete jedoch seine Karriere nach nur 16 Spielfilmen.

## Leben
Laird Cregar wurde als Sohn einer wohlhabenden Familie in Philadelphia geboren und verbrachte seine Schulzeit in Großbritannien am Winchester College. Seine Ausbildung zum Schauspieler absolvierte er in Longport und in seiner Heimatstadt Philadelphia. Nachdem er in den 1930er-Jahren als Mitglied verschiedener Theatergruppen gearbeitet hatte, schaffte er 1940 den Durchbruch mit der Hauptrolle in der von ihm selbst produzierten Aufführung des Stückes Oscar Wilde. 
Schon ein Jahr darauf spielte er im Historiendrama Hudson’s Bay neben Paul Muni seine erste größere Filmrolle – Cregar hatte zuvor schon zwei andere Filme gedreht, hatte dort aber kleine Rollen bekommen. Anschließend spielte Cregar einen psychopathischen Detektiv in I Wake Up Screaming (1941) sowie einen finsteren Nachtclubbesitzer im Thriller Die Narbenhand (1942) an der Seite von Veronica Lake und Alan Ladd. Noch nicht einmal 30 Jahre alt, konnte der schwergewichtige Cregar mühelos in Charakterrollen Männer mittleren Alters spielen. Auch deshalb galt er in Hollywood als junger Schauspieler von sehr vielversprechendem Talent. In Ernst Lubitschs Komödie Ein himmlischer Sünder erschien er 1943 als kultivierte und ausgesprochen höfliche Variante des Teufels. Ein Jahr später war er in der Hauptrolle des Horrorfilms Scotland Yard greift ein neben Merle Oberon als historischer Serienmörder Jack the Ripper zu sehen. 
Sein letzter Film war Hangover Square (1945), in dem er die Hauptrolle eines modernden Pianisten innehatte. Der vorher übergewichtige Schauspieler setzte sich selbst für diesen Film auf eine drakonische Diät, um sich auf 88 Kilogramm herunterzuhungern. Sein Organismus hielt diesen Belastungen nicht stand. Cregar musste sich einer Magenoperation unterziehen, wenige Tage später versagte sein Herz. Der Schauspieler verstarb am 9. Dezember 1944 im Alter von nur 31 Jahren an einem Herzinfarkt.

## Filmografie
- 1940: Oh, Johnny, How You Can Love!
- 1940: Granny Get Your Gun
- 1941: Hudson’s Bay
- 1941: König der Toreros (Blood and Sand)
- 1941: Charley’s Aunt
- 1941: I Wake Up Screaming
- 1942: Joan of Paris
- 1942: Das große Spiel (Rings On Her Fingers)
- 1942: Die Narbenhand (This Gun for Hire)
- 1942: 10 Leutnants von West-Point (Ten Gentlemen from West Point)
- 1942: Der Seeräuber (The Black Swan)
- 1943: Hello Frisco, Hello
- 1943: Ein himmlischer Sünder (Heaven Can Wait)
- 1943: Holy Matrimony
- 1944: Scotland Yard greift ein (The Lodger)
- 1945: Hangover Square